# José Andrés
José Andrés (nascido em 1969 em Mieres, Astúrias, Espanha) é um chef espanhol. Apresenta o programa Vamos a cocinar na Television Española (TVE). É o fundador da World Central Kitchen, uma organização não-governamental dedicada a prover alimentos a vítimas de desastres naturais.
Recebeu a Medalha Nacional de Humanidades, da Casa Branca, em 2016.